# Anders Fønss
Anders Fønss (født 20. juni 1988) er en dansk fodboldspiller, der spiller for BK Marienlyst.
Han var tidligere i karrieren en overgang på kontrakt i SønderjyskeE.

## Klubkarriere
I slutningen af decemer 2018 blev det offentliggjort, at Fønss skiftede til BK Marienlyst.

## Landsholdskarriere
Den 4. september 2018 blev han af DBU udtaget til Danmarks midlertidige herrelandshold op til en testkamp mod Slovakiet den 5. september. Landsholdet blev primært sammensat af spillere fra 2. division og Danmarksserien som følge af en igangværende konflikt mellem Spillerforeningen og DBU.